# کیرووره
کیرووِره (استونیایی: Kiruvere) یک روستا در دهستان کوسه، شهرستان هاریو در شمال استونی است. این روستا در سال ۲۰۲۰ میلادی ۲۸ نفر جمعیت داشته‌است.